# Collada de la Molina
La Collada de la Molina és una collada dels contraforts nord-orientals del Massís del Canigó, a 1.688,7 metres d'altitud, en el terme comunal de Pi de Conflent, a la comarca del Conflent, de la Catalunya del Nord. Està situada en el sector sud-oriental del terme comunal, a la zona de ponent del Solà del Troi. És a la carena que separa la vall de la Ribera de la Secallona de la Jaça del Bosc i de la vall del Còrrec del Solà del Troi.